# 鹿児島県道34号枕崎知覧線
鹿児島県道34号枕崎知覧線（かごしまけんどう34ごうまくらざきちらんせん）は、鹿児島県枕崎市から南九州市に至る県道（主要地方道）である。

## 概要
枕崎市東本町から南九州市知覧町西元を結ぶ。
地域高規格道路の南薩縦貫道の霜出道路（瀬世交差点 - 塗木交差点間）が県道34号の一部として供用されており、塗木交差点から枕崎市までは県道34号を一部改良し一般道路活用区間となっている。

### 路線データ
- 起点：鹿児島県枕崎市東本町（東本町交差点、国道226号交点）
- 終点：鹿児島県南九州市知覧町西元（霜出交差点、鹿児島県道27号頴娃川辺線交点、鹿児島県道263号霜出川辺線起点）
- 陸上距離：14.902 km[1]

## 歴史
- 1993年（平成5年）5月11日 - 建設省から、県道枕崎知覧線が枕崎知覧線として主要地方道に指定される[5]。

## 地理

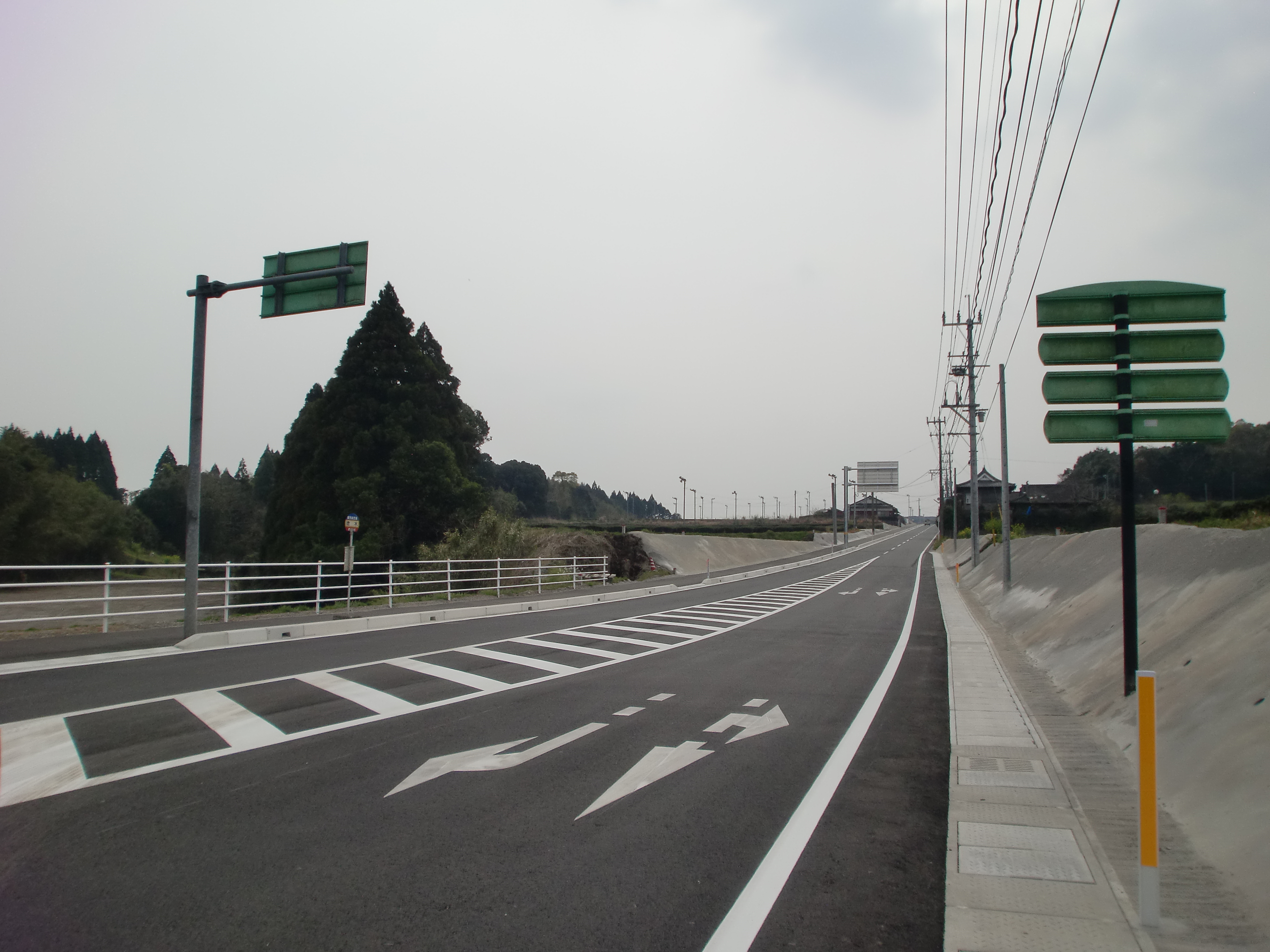
瀬世交差点から枕崎方面を望む

### 通過する自治体
- 枕崎市
- 南九州市

### 交差する道路
| 交差する道路                                       | 市町村名 | 交差する場所 | 交差する場所        |
| -------------------------------------------------- | -------- | ------------ | ------------------- |
| 国道226号                                          | 枕崎市   | 東本町       | 東本町交差点 / 起点 |
| 鹿児島県道265号打木谷白沢津線                      | 枕崎市   | 国見町       |                     |
| 鹿児島県道29号石垣加世田線                         | 南九州市 | 知覧町西元   |                     |
| 鹿児島県道262号霜出南別府線                        | 南九州市 | 知覧町東別府 | 塗木交差点          |
| 鹿児島県道27号頴娃川辺線 鹿児島県道263号霜出川辺線 | 南九州市 | 知覧町西元   | 霜出交差点 / 終点   |

### 交差する鉄道
- 指宿枕崎線

### 沿線
- 南九州市立霜出小学校